# Degerberget-Hötjärnhällans naturreservat
Degerberget-Hötjärnhällans naturreservat är ett naturreservat i Piteå kommun i Norrbottens län.
Området är naturskyddat sedan 2025 och är 90 hektar stort. Reservatet ligger öster om Piteå och består av barrskog.